# Khalid Abdel Nasser

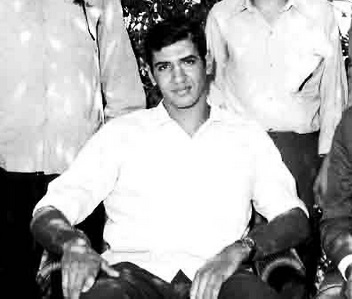
Khalid durante um evento de escoteiros, 1969

Khalid Abdel Nasser (em árabe: خالد عبد الناصر, também soletrado Khalid 'Abd al-Nasir, 13 de dezembro de 1949 - 15 de setembro de 2011) foi o filho mais velho do segundo presidente do Egito, Gamal Abdel Nasser.

## Oposição a Sadat e a Mubarak

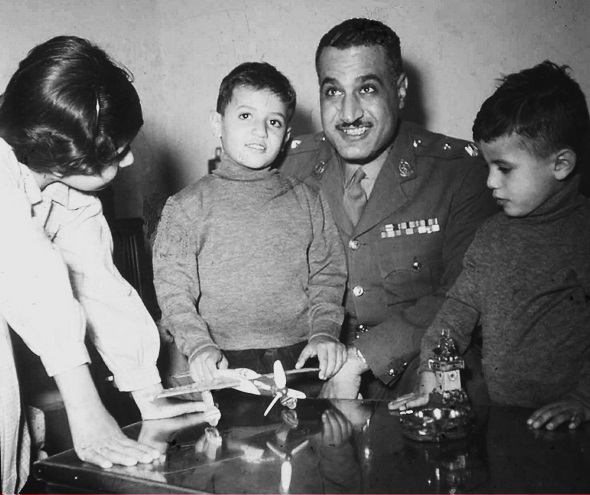
Khalid (segundo da esquerda) com seu pai Gamal Abdel Nasser, a irmã Mona (esquerda) e Abdel Hamid (à direita), 1956

O perfil público de Nasser tornou-se nítido durante o início da sua idade adulta devido ao seu relacionamento frequentemente problemático com o presidente egípcio Anwar Sadat, sucessor do seu pai. A Time Magazine afirmou que, quando Sadat pediu para adquirir a limusine à prova de balas de Gamal Abdel Nasser, Khalid recusou e depois de uma discussão acalorada com Sadat, incendiou o carro, destruindo-o. 
Em anos posteriores, Nasser tornou-se um crítico contundente de Sadat, e de seu sucessor presidencial, Hosni Mubarak, cujas políticas divergiram significativamente das de Gamal Abdel Nasser. Em 1988, foi acusado de fazer parte de uma organização secreta de esquerda, "Thawret Misr", um grupo nasserista que se opôs violentamente aos Acordos de Camp David de 1979 entre o Egito e Israel.  O governo de Mubarak buscou a pena de morte em um caso que acusou Nasser de tentar derrubar o governo egípcio e de participar de uma série de assassinatos e atentados. O caso acabou se tornando uma prova de força entre o poder judiciário e o executivo, quando os juízes rejeitaram a maior parte do caso, acusando a polícia e os promotores de conluio ao torturar os réus.
O caso também provocou irritação entre muitos egípcios que simpatizavam com Nasser por causa do sentimento geral anti-israelense na época, pelo fato dele ser filho de Gamal Abdel Nasser, uma figura popular no país, e relatos de que as provas foram fornecidas pela inteligência estadunidense. Nasser  havia fugido para a Iugoslávia durante o julgamento, mas seria absolvido mesmo assim. 

## Vida posterior e morte
Em meados da década de 1990, após as sanções internacionais contra o Iraque, Nasser recebeu  "certificados de petróleo" no valor de $16.6 milhões de Saddam Hussein pelo Programa Petróleo por Alimentos, mais do que qualquer outra pessoa no Egito, de acordo com a lista de beneficiários. Mais tarde, se tornou professor na Faculdade de Engenharia da Universidade do Cairo, uma função que ocuparia durante o resto da sua vida.
Em fevereiro de 2011, durante a Revolução Egípcia de 2011, Nasser se juntou as manifestações pró-democracia na Praça Tahrir contra Mubarak e seu regime. De acordo com The Telegraph, a participação de Nasser "foi vista como ajudando a dar à revolução um selo póstumo de aprovação de um herói árabe icônico".  Mais tarde naquele ano, em 30 de agosto, entrou em coma terminando em sua morte com a idade 61 anos em um hospital do Cairo em 15 de setembro. Deixou três filhos.